# (6148) Ignazgünther
(6148) Ignazgünther ist ein Asteroid des Hauptgürtels, der am 16. Oktober 1977 von dem niederländischen Astronomenehepaar Cornelis Johannes van Houten und Ingrid van Houten-Groeneveld entdeckt wurde. Die Entdeckung geschah im Rahmen der dritten Trojanerdurchmusterung, bei der von Tom Gehrels mit dem 120-cm-Oschin-Schmidt-Teleskop des Palomar-Observatoriums aufgenommene Feldplatten an der Universität Leiden durchmustert wurden.
Der Asteroid gehört zur Phocaea-Familie, einer Gruppe von Asteroiden, die nach (25) Phocaea benannt ist. Charakteristisch für diese Gruppe ist unter anderem die 4:1-Bahnresonanz mit dem Planeten Jupiter. Die Sonnenumlaufbahn von (6148) Ignazgünther ist mit mehr als 22° stark gegenüber der Ekliptik des Sonnensystems geneigt, was charakteristisch für Phocaea-Asteroiden ist.
Der Himmelskörper wurde nach dem deutschen Bildhauer und Vertreter des bayerischen Rokokos Ignaz Günther (1725–1775) benannt, der vor allem für kirchliche Auftraggeber tätig war und dessen Kirchenausstattungen, Altäre und vor allem seine ausdrucksstarken und lebendigen Gewandfiguren einen Höhepunkt der Rokoko-Bildhauerei darstellen.